# 유럽 고속도로 002호선
유럽 고속도로 002호선(European route E002)은 아제르바이잔의 알랏에서 아르메니아의 사다락까지 이르는 B-클래스급 고속도로로, 총 연장은 540km이다.

## 경로

### 아제르바이잔 (1단계)
- M2 간선도로 : 알랏(영어판) (E60, E119) - 시르반 (E60)
- M6 간선도로 : 시르반 (E60) - 사틀르(영어판) - 유사르무르칸(영어판) - 민시반(영어판)

### 아르메니아 (1단계)
- A49 : 아그벤드(영어판) - 은나드조르(영어판) (E117)
- M17 : 은나드조르(영어판) - 메그리(영어판)
- M2 : 메그리(영어판) (E117) - 아가라크(영어판) (E117, 이란 12번 국도)

### 아제르바이잔 (2단계)
- M8 간선도로 : 킬리트 - 오르두바드(영어판) - 줄파(영어판) (R65, 이란 21번 국도) - 나흐츠반
- M7 간선도로 : 나흐츠반 - 사다락(영어판)
- R63 도로 : 사다락(영어판)

### 아르메니아 (2단계)
- M2 : 예라스크(영어판) (E117)